# Cineclub Vida
El Cineclub Vida es una institución cultural sevillana fundada en 1957 por la Compañía de Jesús con el propósito de  fomentar la dimensión crítica de la persona a partir del cine. Habiendo mantenido su actividad ininterrumpida desde entonces, a partir del año 2001 colabora con la Fundación Cajasol, planificando y coordinando cada mes un ciclo de tres películas, consistente en la presentación, proyección en versión original y posterior coloquio. Se trata del cineclub más longevo de la ciudad.

## Historia

### Fundación y primera etapa (1957-1962)
El Cineclub Vida nace oficialmente el 11 de marzo de 1957 en la calle Trajano nº35 de Sevilla como iniciativa de la Congregación Mariana Universitaria de Sevilla, al amparo de la Orden de 11 de marzo de 1957 del Ministerio de Información y Turismo que define las características y finalidades de los cineclubs.  
Su primer director es Manuel Linares S.I., director de Radio Vida, de la que toma el nombre; en referencia a una revista anterior denominada “Vida de la Congregación de San Luis Gonzaga”.  El origen de esta iniciativa está directamente relacionado con la alocución de Pío XII  a productores y distribuidores de cine italianos en junio de 1955, cuando les habla del “film ideal”  y del cine como eficaz arte de comunicación. Es decir, el cine pasa de considerarse un espectáculo de ocio a entenderse como un factor formativo.  
Los primeros colaboradores son Eduardo Benítez Pascual, Romualdo Molina, José Manuel Fernández, Alfonso E. Pérez Orozco, Claudio Guerin Hill, Carlos Gortari, entre otros; quienes quedan vinculados posteriormente en su trayectoria profesional al mundo del cine desde el arte, la investigación o la gestión. Desde el principio la fórmula consiste en la entrega de un programa de mano, presentación, proyección y coloquio; se trata de una novedad que se mantendrá como seña de identidad del cineclub. 

### Segunda etapa (1962-1969)
La llegada a la dirección del cineclub de Manuel Alcalá López-Barajas S.I supone un cambio significativo respecto a la etapa precedente, visible no sólo en aspectos formales sino en el planteamiento humanístico. Licenciado en Teología por la Universidad de Innsbruck (Austria) y doctor en Filosofía por la de Barcelona se involucra en la planificación de los ciclos y en la redacción de los comentarios como experto crítico cinematográfico. Una de las primeras medidas estratégicas es la reforma de la sala de proyecciones para mejorar los medios técnicos y aumentar el aforo. 
Comienza la colaboración con otras instituciones como la Asociación Dante Alighieri, el estudio cinematográfico alemán UFA o la revista Cuadernos Universitarios de Cine. Se incorporan como cineclubistas Manuel del Valle Arévalo, José Rodríguez de la Borbolla y Camoyán, Felipe González Márquez, Alfonso Guerra, Guillermo Galeote, Juan Antonio Yáñez Barnuevo, Rafael Utrera Macías, Josefina Molina, Gerardo Delgado… Muchos de ellos llegaron a  participar en la organización de cursos sobre cine y encuentros que excedieron el ámbito de las sesiones. En tiempos difíciles para la reflexión, este cineclub se convierte en  un centro cultural de insólita libertad de expresión, formación y tertulia cinematográficas.

### Tercera etapa (1969-1979)
La nueva responsabilidad de Manuel Alcalá López-Barajas S.I. como redactor cinematográfico de la revista Reseña en Madrid y enviado de diversos medios a los festivales de Venecia, Cannes, Berlín, Karlovy Vary, San Sebastián, Montreal, Valladolid y Huelva, deviene en el nombramiento de Rafael Bohigues S.I. como nuevo director del cineclub. Diplomado en los Cursos de Cine de la Universidad de Valladolid había dirigido su cineclub en la Universidad Javierana de Bogotá (Colombia). Con la colaboración de Antonio Alcalá López-Barajas S.I. se propone ampliar el ámbito del  cineclub a un foro de discusión y debate que pasa a denominarse Centro Vida. Contará con un Seminario de cuestiones actuales, Aula de Arte, Aula de Teatro, Aula de Fotografía… Colaboran Guillermo Vázquez Consuegra, Antonio Barrionuevo, Fernando Rodríguez Izquierdo, Isidoro Moreno Navarro, Ahmed Ben Yessef, Roberto Reina, Javier Macarro, Antonio Sáseta… En el Estudio de Cine colaborarán Félix de Cárdenas, Santiago Benjumea, Rafael Moreno, Arturo Muñoz. Destacan por su implicación Francisco Casado, Juan Fabián Delgado, Rafael Utrera Macías y José Ignacio García Gutiérrez.
En el año 1975-1976 se incorpora Juan Ramón Díaz Sande S.I., formado en la Escuela Superior de Comunicación Social de la Universidad del Sacro Cuore de Milán, como apoyo a las tareas  del cineclub ya que Rafael Bohigues S.I. debe coordinar todas las actividades del Centro Vida.  Se organizan de manera pionera cursos de formación cinematográfica, semilla de futuros cineastas, investigadores y educadores como Manuel Gómez, Guillermo Herrera, Lulú Torres, Pepe Pineda, Nieves Lagares, Juan Ramírez, Carlos Muñoz del Valle.

### Cuarta etapa (1979-2001)
Es una etapa larga y compleja por diversos factores.  En primer lugar, se trata de un nuevo contexto político y sociocultural, marcado por la transición democrática, la proliferación de los multicines, la popularización del vídeodoméstico, la oferta cinematográfica de la televisión, la abundancia de cineclubs universitarios…  
Por otro lado, se suceden varios cambios en la dirección. Antonio Luis Fenol S.I. director del Centro Vida, delega en Francisco Casado López la dirección del cineclub por su vinculación desde los inicios y su prestigio en el ámbito cinematográfico. En 1982 llega Rafael Porras del Corral S.I., licenciado en Psicología y con experiencia como director del Cineclub Borja en Las Palmas. En junio de 1991 el Centro Vida se trasladará a su actual sede en el edificio de la avenida Eduardo Dato nº20, junto al colegio Portaceli, tomando el nombre de Centro Pedro Arrupe. Esto implicará trasladar las actividades del centro de la ciudad a la periferia, de una sala de proyecciones a un salón y, aunque sigue abierto al público, terminará reducido al ámbito docente. Antonio Alcalá López-Barajas S.I. mantendrá el cineclub durante este período de latencia, como cantera de nuevas generaciones como Juan Sebastián Bollaín, Gonzalo García-Pelayo y Fernando Franco García.

### Quinta etapa (2001-2020)
Con el regreso a la dirección del cineclub de Manuel Alcalá López-Barajas S.I. se inicia en el nuevo milenio una intensa y fructífera colaboración con la Fundación Cultural El Monte (actual Fundación Cajasol), bajo el auspicio de su Director y antiguo cineclubista Manuel del Valle Arévalo y del Director del Centro Cultural El Monte y antiguo alumno Antonio Cáceres Salazar. Se recupera una posición céntrica en la ciudad y se fideliza un público heterogéneo, con una media de 200 personas para la proyección y 100 para el coloquio.
Surge una nueva generación de cineclubistas de carácter interdisciplinar que enfocan la crítica cinematográfica desde otros campos de conocimiento como la música, el patrimonio, la arquitectura, el derecho, la economía, la filosofía, el arte, el periodismo, la sociología. Se incorporan Javier de la Puerta González-Quevedo, Aurora Villalobos Gómez, José Manuel Hinojosa-de-Guzmán Alonso, Evangelina Las Heras Pérez, Emilio González Romero, Marcela Cernadas, Isabel Aísa, María del Carmen Rodríguez Oliva, Isabel Mora, José Miguel Moreno, o José María Moruno; así como jóvenes críticos de cine y productores como Alfonso Crespo, Olmo Figueredo González-Quevedo y Lourdes Palacios.
A pesar del contexto de crisis que obliga a cerrar otros cineclubes en torno al año 2010, el Cineclub Vida permanece activo aunque deja la dirección el padre Alcalá en 2018 y cambia su horario a los domingos por la mañana hasta el cierre provisional en 2020 debido la pandemia de la COVID 2019.
Sexta etapa (2021-Actualidad)
Tras la pandemia de 2020 y gracias al apoyo de Cajasol y el esfuerzo de Evangelina las Heras y María del Carmen Rodríguez Oliva, el cine club realiza esporádicas sesiones con las medidas sanitarias oportunas. A partir de marzo de 2023, cambia de dirección y se inicia una etapa de programación estable que llega hasta la actualidad con ciclos de cine ocho meses al año y más de 150 espectadores de media en cada sesión; como siempre, con entrada libre hasta completar aforo, en versión original y con coloquio. Se han incorporado colaboraciones de historiadores y críticos cinematográficos de toda España, así como de profesionales de la industria. También se ha creado con la Fundación Cajasol el certamen anual de cortometrajes Cajasol Vida.